# Wonder Woman
Wonder Woman (alter ego Diana z Themysciry) – fikcyjna postać (superbohaterka), znana z serii komiksów wydawanych przez DC Comics.
Twórcami postaci byli psycholog William Moulton Marston (znany z prac nad udoskonaleniem skuteczności wariografu) oraz rysownik Harry G. Peter. Po raz pierwszy pojawiła się w All-Star Comics vol. 1 #8 (grudzień 1941 roku), który wydawany był przez wydawnictwo All-American Publications – jedno z trzech wydawnictw, z których połączenia powstało DC Comics (do All-American Publications należały wówczas także takie późniejsze postacie DC jak Flash, Green Lantern i Hawkman). Później występowała głównie w magazynach Sensation Comics i Wonder Woman.
Inspiracją dla Marstona była przede wszystkim mitologia grecka, jak również jego własne badania z dziedziny psychologii. Po latach bezowocnej pracy nad wykrywaczem kłamstw bazującym na pomiarach ciśnienia krwi psycholog wykorzystał swą wiedzę o ludzkim umyśle do stworzenia jej postaci. Jego badania utwierdziły go w przekonaniu, że kobiety nie tylko są w stanie dorównać mężczyznom, ale też, że są bardziej szczere i niezawodne od mężczyzn, przez co mogą pracować efektywniej. Uważa się również, że natchnieniem dla twórcy miały być nawet jego obie żony: Elizabeth Holloway Marston, którą Marston uważał za wzór niekonwencjonalnej, wyzwolonej kobiety, oraz Olive Byrne, jedna z jego studentek, która żyła z nim w związku, który sama określała jako poligamię/poliamorię.
Wonder Woman miała być w założeniu żeńskim odpowiednikiem Supermana. Pierwotnie bohaterka miała zwać się Suprema, the Wonder Woman, jednak redaktor Sheldon Mayer skrócił nazwę do Wonder Woman. Wbrew powszechnej opinii Wonder Woman nie była pierwszą komiksową superbohaterką, gdyż poprzedzały ją kilka innych żeńskich postaci, w tym kanadyjska Nelvana of the Northern Lights (pojawiła się ona na cztery miesiące przed bohaterką autorstwa Williama Moulton Marstona).
Diana jest członkinią plemienia Amazonek żyjących na fikcyjnej wyspie Themyscira. W swojej „cywilnej” sekretnej tożsamości funkcjonuje jako Diana Prince, córka królowej Hippolity, ambasadorka Amazonek w świecie ludzi. Wonder Woman często jest przedstawiana jako niezłomna wojowniczka, walcząca ze złem, a także o równouprawnienia kobiet, przez co stała się komiksową ikoną feminizmu. Marston przedstawił swoją bohaterkę z właściwościami proto-feministycznymi i odwołującą się do takich tematów jak niezależność, poczucie własnej wartości i siostrzeństwo. Obok Batmana i Supermana, Wonder Woman jest najbardziej rozpoznawalnym superbohaterem DC Comics. Wraz z nimi tworzy nieformalna Trójcę (Trinity), będącą trzonem Ligi Sprawiedliwości (Justice League).
Wonder Woman gościła również w różnych serialach i filmach animowanych, serialach telewizyjnych i grach komputerowych osadzonych w uniwersum DC Comics. Pierwszy raz w wersji aktorskiej pojawiła się w filmie telewizyjnym z 1974 roku, w którym w tytułową rolę wcieliła się Cathy Lee Crosby. Najbardziej znana aktorska kreacja tej postaci pochodzi z serialu telewizyjnego Wonder Woman emitowanym w latach 1976–1979, gdzie w tytułową rolę wcieliła się Lynda Carter. Pierwszy raz na dużym ekranie pojawiła się w sequelu do Człowieka ze Stali pod tytułem Batman v Superman: Świt sprawiedliwości (Batman v Superman: Dawn of Justice), a w jej rolę wcieliła się izraelska aktorka Gal Gadot.
W zestawieniu najważniejszych postaci komiksowych magazynu Empire, Wonder Woman zajmuje 20 miejsce. Natomiast w zestawieniu 100 największych komiksowych bohaterów serwisu internetowego IGN, zajęła piąte miejsce.

## Opis postaci

### Złota era komiksu (lata 30.-50.)

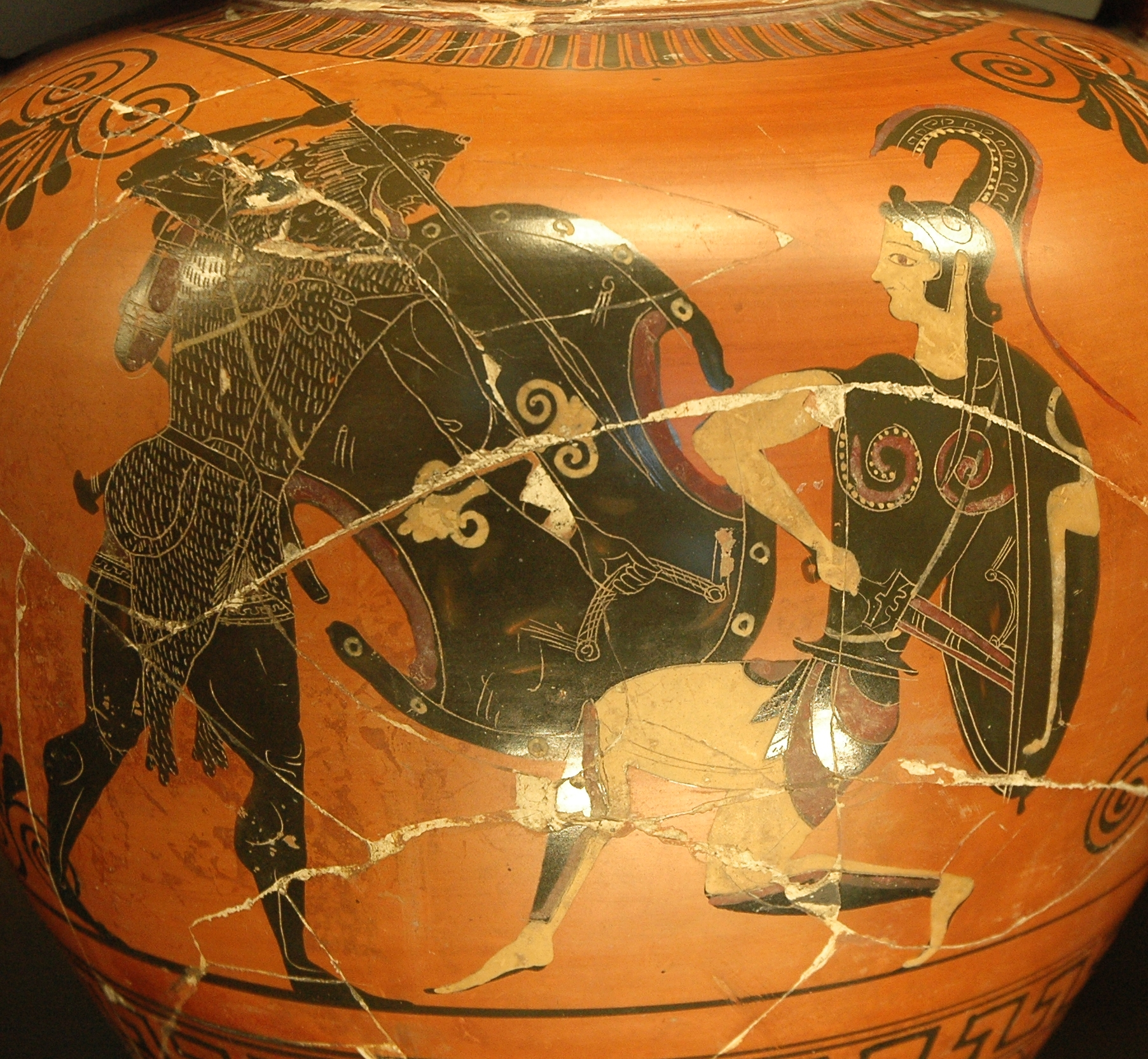
Inspiracja dla postaci Wonder Woman były mityczne Amazonki. Grecka amfora przedstawiająca scenę walki Heraklesa z Amazonką z 530-520 roku p.n.e., muzeum w Luwrze.

W swoim debiucie w historii Introducing Wonder Woman z komiksu All-Star Comics vol. 1 #8, plemię Amazonek po tragicznym dla nich starciu z Heraklesem (w komiksach z tego okresu nazywany był Herkulesem), przenoszą się na położoną pośrodku oceanu rajską wyspę, prowadząc nieśmiertelne i nie niezakłócone przez mężczyzn życie. Wieki później, w czasie II wojny światowej amerykański oficer Steve Trevor, prowadzący misję rozpoznawczą, rozbija się na nieznanej wcześniej nikomu wyspie zamieszkałej przez Amazonki. Opiekująca się nim Diana szybko zakochała się w nim. Królowa Hippolita zdając sobie sprawę z wydarzenia jakim stało się odkrycia przez przedstawiciela „patriarchalnego świata mężczyzn” ich dziewiczej wyspy, postanawia zorganizować igrzyska mające wyłonić wojowniczkę, która odeśle pilota do domu i będzie pełniła funkcje ambasadorki Amazonek w świecie zewnętrznym. Diana potajemnie bierze udział w zawodach i ku zaskoczeniu swoich rodaczek, zostaje mistrzynią Amazonek, znaną lepiej jako Wonder Woman. Aby móc wykonywać swoją misję została ona wyposażona w tiarę (właściwie diadem), która po rzuceniu wraca jak bumerang, magiczne lasso, którego moc zmusza mężczyzn do mówienia prawdy (nawiązanie do wariografu), oraz odbijające wszelkie pociski dwie bransolety.
W czasie trwania II wojny światowej komiksy z udziałem Wonder Woman opowiadały przeważnie o jej walce z hitlerowcami i pospolitymi przestępcami. Spośród grona jej wrogów, najbardziej wyróżniała się baronowa Paula von Gunther, nazistowska kobieta-szpieg i femme fatale (debiut w Sensation Comics vol. 1 #4 z kwietnia 1942). W komiksie Wonder Woman vol. 1 #28 z kwietnia 1948 grupa antagonistów Amazonki: Eviless, Blue Snowman (Byrna Brilyant), Cheetah (Priscilla Rich), Doctor Poison (Princess Maru), Hypnota, Giganta i Zara łączą siły tworząc organizację o nazwie Villainy, Incorporated (lub Villainy Inc.). Do grona antagonistów dołączyły również takie postacie jak Doctor Psycho i Duke of Deception.
Przebywając w „świecie mężczyzn” Diana postanowiła działać pod przykrywką. W tym celu przyjęła tożsamość pielęgniarki Armii Stanów Zjednoczonych o nazwisku Diana Prince, która opiekowała się Trevorem (Diana przekupiła przypominającą ją pielęgniarkę, która akurat potrzebowała pieniędzy, by móc dołączyć do narzeczonego w Ameryce Południowej). Często podsłuchiwała jego rozmowy, dzięki czemu wiedziała, gdzie będzie potrzebna. Później zatrudniła się jako sekretarka w armii Stanów Zjednoczonych. Trevor wielokrotnie podejrzewał, że Diana i Wonder Woman to jedna i ta sama osoba, zwłaszcza gdy Diana korzystała ze swojego lassa i tiary. Jej relacje z pilotem były odzwierciedleniem związku Supermana/Clarka Kenta z Lois Lane. Oprócz Trevora kolejną wyróżniająca się postacią drugoplanową stała się Etta Candy – uzależniona od słodyczy, otyła przewodnicząca klubu studentek o nazwie Holiday Girls (debiut w Sensation Comics vol. 1 #2 z lutego 1942). W tym okresie dołączyła ona do Stowarzyszenia Sprawiedliwości Ameryki (Justice Society of America), pierwszej drużyny superbohaterów, gdzie pełniła funkcję sekretarki grupy (All-Star Comics vol. 1 #12 z sierpnia 1942).
Wczesne komiksy o przygodach Wonder Woman budziły liczne kontrowersje, albowiem zawierały one podteksty seksualne. W magazynach z lat 40. bohaterka była wielokrotnie związywana lub stawała w prowokacyjnych pozach. Występująca w tych komiksach dwuznaczność (bondage, zmuszanie do uległości) stała się obiektem dyskusji, czy były one świadomą (bądź też nieświadomą) próbą ujawniania przez doktora Marstona swoich sadomasochistycznych fantazji erotycznych, oraz czy miała ewentualnie ona wpływać na rozwój seksualności u młodych czytelników. Kolejnym problemem były zarysy fabularne z tamtych historii, które bywały niekiedy irracjonalne. Przykładowo w jednej z nich Baronowa Paula von Gunther chciała zniszczyć amerykańskie zapasy mleka w celu osłabienia wytrzymałości kości żołnierzy i cywilów. Marston równie często kazał swoim rysownikom ukazywać sceny, w których Wonder Woman wywierała siłę na słabych, prymitywnych mężczyznach.
Marston tworzył komiksy o przygodach Wonder Woman wspólnie z rysownikiem Harrym G. Peterem, aż do swojej śmierci w maju 1947 roku. Schedę po Marstonie przejął w 1948 roku Robert Kanigher, jednak popularność komiksu spadła zaraz po zakończeniu II wojny światowej. Bohaterka ostatni raz pojawiła się z Justice Society w komiksie All Star Comics vol.1 #57 (luty 1951) i zniknęła z Sensation Comics po wydaniu 106 numeru (listopad-grudzień 1951), a jedynym czasopismem, w którym ukazywały się wówczas jej przygody była jej własna seria wydawnicza.

### Srebrna i brązowa era komiksu (lata 50.-80.)
W 1954 roku ukazała się kontrowersyjna książka psychiatry Fredrica Werthama pod tytułem Seduction of the Innocent, w której jej autor zarzucał wydawnictwom komiksowym demoralizowanie młodzieży. Wertham twierdził, że Superman był niczym innym jak faszystą, Batman – homoseksualistą, zaś Wonder Woman – sadomasochistyczną lesbijką. Na dodatek w jego przekonaniu kiedy Batmana cechowała postawa mizoginiczna, Wonder Woman miała być ucieleśnieniem nienawiści do mężczyzn, otaczającym się innymi lesbijkami (Holiday Girls).
Dla DC Comics srebrna era komiksu została zapoczątkowana przez pojawienie się nowych superbohaterów, a także wprowadzeniem koncepcji równoległych światów, w którym żyją superbohaterowie. Wprowadzono wówczas pojęcie Ziemi-Dwa (Earth-Two), w którym rozgrywały się przygody postaci z komiksów wydawanych w czasach II wojny światowej (np. oryginalny Flash – Jay Garrick, oryginalny Green Lantern – Alan Scott), oraz Ziemi-Jeden (Earth-One), która stała się domem zupełnie nowych postaci (np. Martian Manhunter), jak również nowych wersji starych herosów (np. nowy Flash – Barry Allen, nowy Green Lantern – Hal Jordan). Debiut Wonder Woman z Ziemi-Jeden miał miejsce w komiksie Wonder Woman vol. 1 #98 (maj 1958 roku). Geneza postaci została opowiedziana na nowo w Wonder Woman vol. 1 #105 z kwietnia 1959. W pochodzącej z tego numeru historii The Secret Origin of Wonder Woman, maleńka Diana została pobłogosławiona przez bóstwa olimpijskie: Diana stała się równie piękna jak Afrodyta, mądra jak Atena, silniejsza od Heraklesa (w komiksie nazywany Herkulesem), oraz szybsza od Hermesa (w komiksie nazywany Merkurym). Kolejną zmianą wprowadzoną przez ówczesnego scenarzystę serii – Roberta Khanigera, było wprowadzenie dwóch nastoletnich wersji Wonder Woman: Wonder Tot i Wonder Girl, które działały z oryginalną postacią w ramach Wonder Family. Wprowadzenie tych postaci jedynie pogorszyło jakość publikowanych historii np. w jednej z nich pierzasty Bird-Boy i wodny Merman walczyli o względy Wonder Girl. W komiksie Brave and the Bold vol. 1 #28 (marzec 1960 roku) zadebiutowała nowa, drużyna superbohaterów DC Comics – Liga Sprawiedliwości Ameryki (Justice League of America), której członkiem również stała się Diana. Natomiast scenarzysta Bob Haney uczynił Wonder Girl członkinią młodzieżowej drużyny Młodych Tytanów (Teen Titans) w komiksie The Brave and the Bold vol. 1 #60 (czerwiec-lipiec 1965). Nowe wcielenie Wonder Girl nie było już młodocianą wersją Diany, tylko dziewczyną o nazwisku Donna Troy, którą uratowała Wonder Woman, gdy ta była jeszcze dzieckiem i którą wychowała na wyspie Amazonek. W tamtym okresie czytelnicy byli również świadkami narodzin złoczyńców, którzy nie zyskali popularności, m.in.: Mouse Man, Paper Man, Amoeba Man i Egg Fu.
Pod koniec lat 60. XX wieku scenarzystą komiksów o przygodach Amazonki z Themysciry został Mike Sekowsky, który zmienił jej wizerunek na wzór popularnej w tamtych czasach postaci Emmy Peel z serialu Rewolwer i melonik (The Avengers). W Wonder Woman vol. 1 #178 z września 1968 roku, po niesłusznym oskarżeniu Steve’a Trevora o morderstwo, Diana postanowiła zrzec się swoich mocy, aby móc żyć w zewnętrznym świecie. Poznaje wówczas niewidomego mistrza sztuk walki o nazwisku I-Ching, który stał się jej mentorem i pomógł jej w odnalezieniu nowego sposobu walki z przestępczością. Diana zaczęła również prowadzić butik z odzieżą dla Modsów. W 1972 Wonder Woman zawitała na okładce pierwszego numeru feministycznego czasopisma Ms., co umocniło jej status bycia komiksowym symbolem równouprawnienia kobiet i kobiecych ideałów. Pod koniec tego samego roku scenarzystą głównej serii wydawniczej został Samuel R. Delany, który miał napisać sześcioczęściową historię, która miała zakończyć się bitwą pod kliniką aborcyjną, jednak po napisaniu scenariuszy do dwóch zeszytów (Wonder Woman vol. 1 #202 z października i #203 z grudnia 1972), Delany został szybko odsunięty. Rzekomym powodem była krytyka ze strony znanej działaczki feministycznej Glorii Steinem, która nie znała treści historii Delany’ego i wyrażała swoją dezaprobatę tym, że Wonder Woman nie nosiła już swojego tradycyjnego stroju.
W komiksie Wonder Woman vol. 1 #204 (luty 1973) Diana odzyskuje swoje moce i znów pojawia się jako Wonder Woman. W tym samym numerze ginie I-Ching, a także zostaje wprowadzona czarnoskóra siostra Diany o imieniu Nubia, uformowana z ciemnej gliny. W 1982 roku zespół twórców: Roy Thomas i Gene Colan pierwszy raz zaprezentowali nowy kostium postaci, z podwójną złotą literą „W” na gorsecie (dawniej był to złoty orzeł), który stał się znakiem rozpoznawczym postaci. To posunięcie nie miało wyłącznie związku z obchodzoną wówczas czterdziestą rocznicą powstania bohaterki, ale także z założeniem przez ówczesną prezes DC Comics Jenette Kahn, nowej organizacji charytatywnej pod nazwą Wonder Woman Foundation. W ostatnim numerze pierwszego tomu (Wonder Woman vol. 1 #300 z lutego 1983 roku) Diana i Steve Trevor biorą ślub.

### Komiksy poKryzysie na Nieskończonych Ziemiach(lata 80. XX wieku-2011)

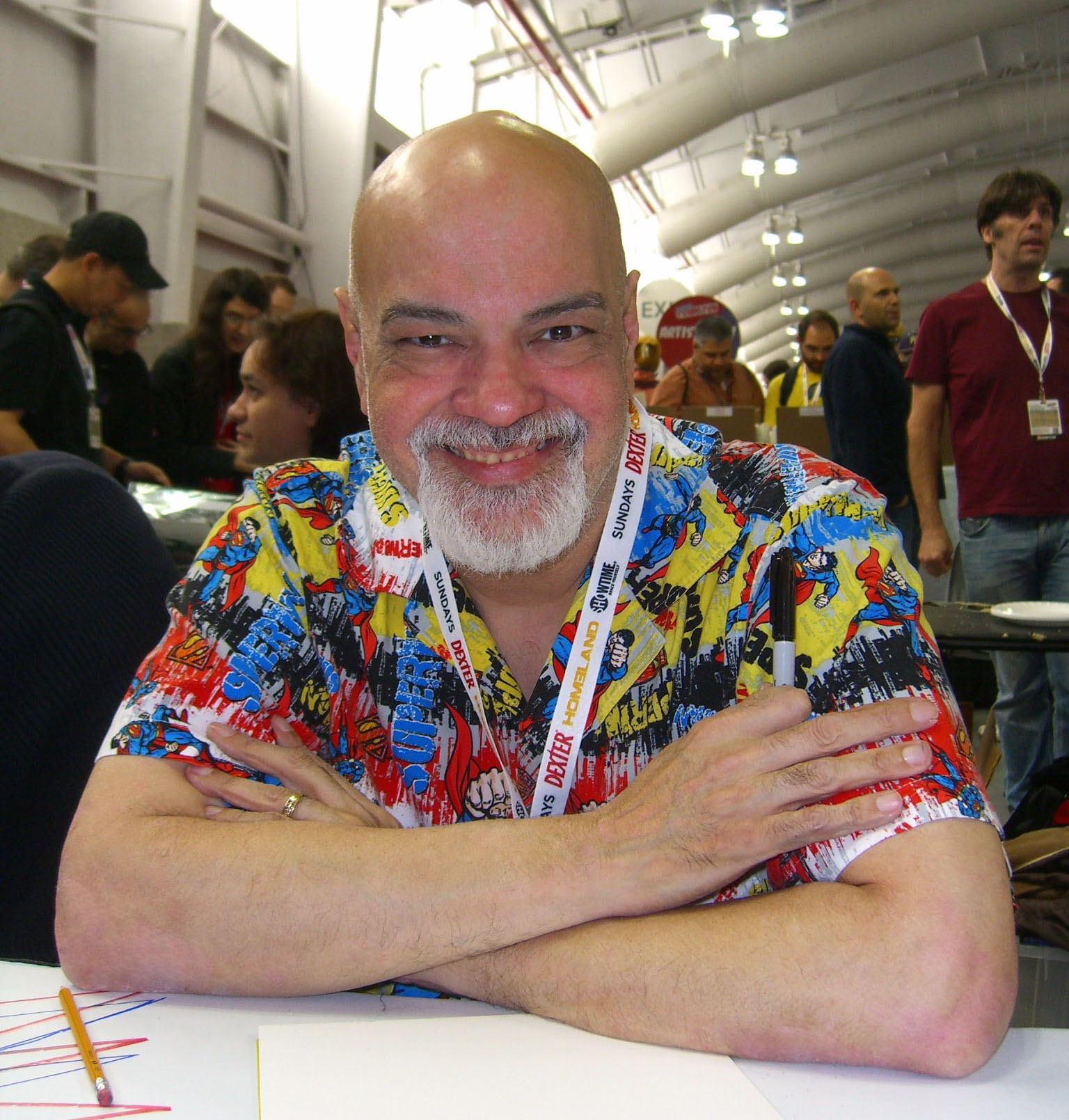
George Pérez, współautor post-kryzysowych genezy Wonder Woman pod tytułem Wonder Woman: Gods and Mortals, oraz innych historii z jej udziałem.

Po wydarzeniach z crossoveru zatytułowany Kryzys na Nieskończonych Ziemiach (Crisis on Infinite Earths), uniwersum DC zostało zrestartowane. Nowa wersja tej postaci zadebiutowała w Wonder Woman vol. 2 #1 (luty 1987 roku), tworzącego siedmioczęściową mini-serię pod tytułem Wonder Woman: Gods and Mortals, autorstwa George’a Péreza, Grega Pottera i Lena Weina. W antycznych czasach bóstwa olimpijskie postanowiły stworzyć waleczny lud Amazonek z dusz zamordowanych kobiet. Na jego czele stanęła Hippolita, która sama była reinkarnacją duszy ciężarnej kobiety zamordowanej 30 tys. lat temu. Po splądrowaniu miasta Amazonek i upokorzeniu Hippolity przez Heraklesa i jego ludzi, królowa wyruszyła ze swoim ludem szukać nowej ojczyzny, którą stała się podarowana przez bogów wyspa Themyscira (przed Kryzysem nazywana Rajską Wyspą). Za namową wyroczni królowa Amazonek ulepiła swoją córkę z gliny u brzegu wyspy. Gliniana figurka ożyła tchnięta duszą nienarodzonego przed wiekami dziecka Hippolity. Pobłogosławiona przez bóstwa olimpijskie, maleńka Diana zyskała nadludzkie moce. Kiedy bogowie nakazali Amazonkom wysłanie do świata zewnętrznego ambasadora, aby bronić go przed działalnością Aresa, Diana wbrew woli swojej matki wzięła udział w zawodach, mających wyłonić zwyciężczynię. Nieposłuszna córka królowej postanowiła wystąpić incognito i ostatecznie to ona została Mistrzynią Amazonek i ambasadorką ich wyspy, noszącą kostium w barwach flagi USA (Amazonki znały wcześniej barwy narodowe USA, za sprawą pilotki Diany Trevor, matki Steve’a). Wkrótce potem amerykański pilot – Steve Trevor, będący nieświadomym pionkiem Aresa, wylądował na Themyscirze. Diana otrzymała misję odesłania pilota do jego ojczyzny. Podczas pobytu w Bostonie poznała profesor Julię Kapatelis i jej córkę Vanessę (późniejszą trzecią Silver Swan). Po pokonaniu nasłanego przez nikczemnych bogów potwora o nazwie Decay, młoda superbohaterka zyskała pseudonim Wonder Woman. Po znalezieniu się w bazie wojskowej w Kolorado, Dianie i jej sojusznikom udało się udaremnić próbę wystrzelenia pocisków jądrowych przez Aresa, co na jakiś czas położyło kres jego knowaniom. Po tych wydarzeniach Diana wyruszyła w świat promując idee pokoju i wartości Amazonek. Mieszkając w Bostonie u Julii Kapatelis, Wonder Woman szybko do grona przeciwników dołączyli tacy złoczyńcy jak: Cheetah (Barbara Ann Minerva), Silver Swan (Vanessa Kapatelis) Doctor Psycho i czarodziejka Circe. Diana stała się również członkiem Justice League.
Z okazji 50-lecia istnienia postaci, ukazał się crossover na podstawie scenariusza George’a Péreza pod tytułem War of the Gods. Głównym wątkiem fabularnym był konflikt najpotężniejszych bóstw, rozpętany w wyniku knowań złej czarodziejki Circe. Ostatecznie wiedźma została pokonana przez Wonder Woman i pozostałych superbohaterów. Związek Diany ze Steve’em Trevorem w post-kryzysowym uniwersum nie trwał długo, gdyż ten ostatecznie poślubił Ettę Candy.
Po odejściu George’a Péreza wraz z Wonder Woman vol. 2 #62 (luty 1992), przy serii Wonder Woman pracowało wielu różnych twórców, którzy odcisnęli swój ślad na bohaterce, z lepszym lub gorszym skutkiem, np. Brian Bolland zasłynął jako autor udanych okładek. Jednak okres z lat 1992–1995 został bardziej zapamiętany jako czas, w których ukazywano Wonder Woman w kosmosie, Wonder Woman podejmującą pracę w barze Taco Whiz i zastąpieniem szortów stringami usianymi białymi gwiazdami.
Popularny pisarz i rysownik John Byrne przejął serię wraz z #101 (wrzesień 1995). Opowiedział on historię, w której Artemis z Bana-Mighdall stała się na krótko nową Wonder Woman. W obawie przed ziszczeniem się ponurej przepowiedni, według której Diana miała ponieść śmierć, Hippolitę zorganizowała nowe zawody. Za sprawą manipulacji czarodziejki Magali, królowej udało się pozbawić córki tytułu i kostiumu na rzecz rywalki – Artemis z Bana-Mighdall, która stała się nową Wonder Woman. Jednak po śmierci Artemis z ręki White Magiciana, Diana na powrót stała się Wonder Woman. Tragicznym zbiegiem okoliczności zaklęcie, które Magala rzuciła na bohaterkę, które miało ułatwić Artemis wygraną, dalej działo, kiedy demoniczny złoczyńca – Neron zaatakował i uderzeniem swojej mocy zabił Dianę (Wonder Woman vol. 2 #124 z sierpnia 1997). Została ona później wskrzeszona na Olimpie przez bogów jako bogini prawdy. W międzyczasie Amazonki osądziły Hippolytę za jej oszustwa i postanowiły, że jako pokutę ich królowa będzie musiała nosić na krótko brzemię bycia nową Wonder Woman. Hippolyta cofnęła się w czasie do czasów II wojny światowej i została członkinią Justice Society of America. Po powrocie Hippolity do teraźniejszości, Diana na powrót stała się śmiertelniczką i raz jeszcze zaczęła działać jako superbohaterka (Wonder Woman vol. 2 #136 z sierpnia 1998, będący ostatnim numerem, przy którym pracował John Byrne).
Następcą został Phil Jimenez (dołączył on do serii wraz z Wonder Woman vol. 2 #164 ze stycznia 2001). W czasie rozgrywania się wydarzeń z crossovera Our Worlds at War (wydawanym w 2001 roku), krótko po zniesieniu monarchii przez Dianę i Hippolitę w celu zakończenia wyniszczającej wojny domowej na Themyscirze, Ziemia została zaatakowana przez istotę z kosmosu zwaną Imperiexem. W czasie trwającej z najeźdźcą wojny, bohaterka została wielokrotnie ranna przez drony Imperiexa, a jej matka poświęciła życie ratując wszechświat (została wskrzeszona dopiero w Wonder Woman vol. 3 #8 z czerwca 2007). Diana poprowadziła swój lud przeciwko siłom Imperiexa i Brainiaca 13, jednak w wyniku walk uległa zniszczeniu wyspa Amazonek. Dopiero dzięki błogosławieństwu bóstw olimpijskich, duszy Hippolyty, oraz technologii niewidzialnego odrzutowca Wonder Woman udało się odbudować wyspę, która była teraz jeszcze świetniejsza.

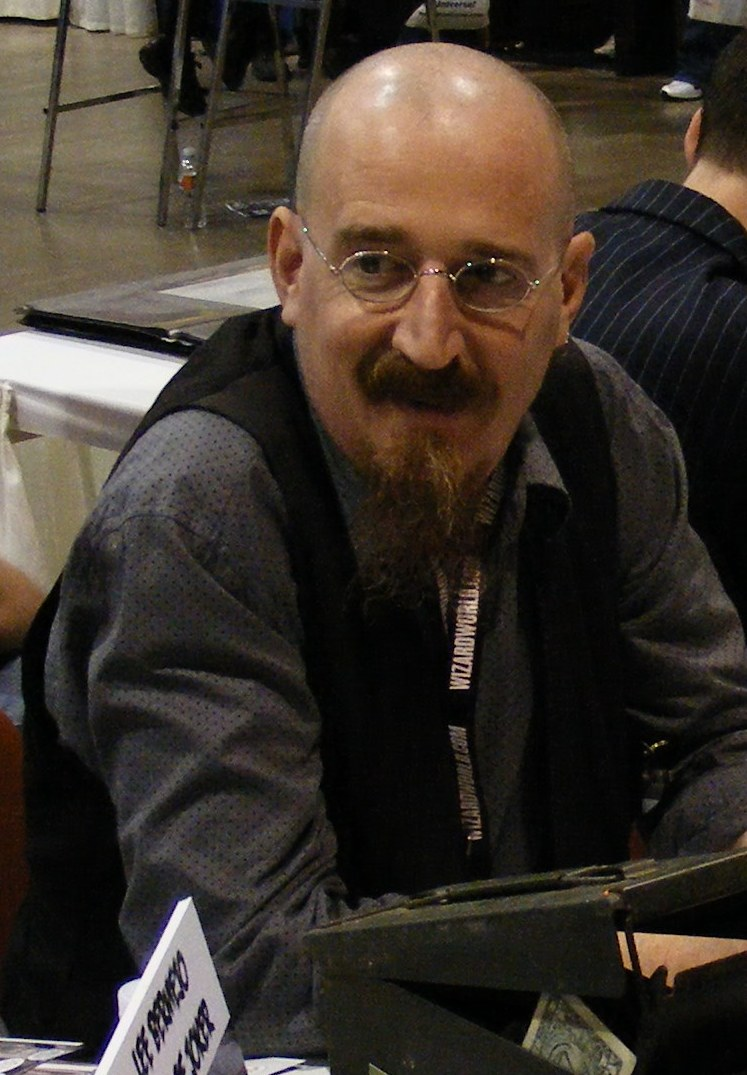
Brian Azzarello, scenarzysta serii komiksowej Wonder Woman, która wydawana jest po restarcie uniwersum DC (New 52)

W latach 2005–2006 DC Comics wydało crossover zatytułowany Infinite Crisis (na podstawie scenariusza Geoffa Johnsa), nawiązujący do wydarzeń z Crisis on Infinite Earths. Jednym z wydarzeń prowadzących do Infinite Crisis, było zabicie przez Wonder Woman jej wroga Maxwella Lorda w Wonder Woman vol. 2 #219 z września 2005. Po tym jak Superman znalazł się pod kontrolą złoczyńcy, o mało co nie zamordował Batmana. Nie widząc innego rozwiązania Diana skręciła kark Lordowi, dzięki czemu uwolniła Supermana z jego mocy, jednak ten czyn odbił się na jej relacjach z pozostałymi członkami Justice League. Popchnięta do ostateczności Wonder Wonder stała się w oczach Batmana i Supermana morderczynią, gdyż taki czyn był w ich mniemaniu był sprzeczny z ich postępowaniami, a w rzeczywistości był jedynym sposobem by ich uratować. Jednym z wątków fabuły Infinite Crisis była walka trzech inkarnacji Supermana: istniejącego mainstreamowego uniwersum (Kal-El), oraz dwóch wcieleń człowieka ze stali, które przetrwały wymazanie przed-kryzysowych uniwersów, czyli pierwszego Supermana ze złotej ery komiksu (Kal-L) i Superboy-Prime'a. W trakcie tych wydarzeń pojawiła się również Wonder Woman ze złotej ery komiksu.
Po zakończeniu wydawania Infinite Crisis, od 2006 DC Comics zaczęło wydawać publikacje, których akcja rozgrywa się rok po wydarzeniach z Infinite Crisis (One Year Later). W historii komiksowej autorstwa Allana Heinberga Who Is Wonder Woman? (oryginalnie wydanej od czerwca 2006 do września 2007 w magazynach Wonder Woman vol. 3 #1-4 i Wonder Woman Annual vol. 3 #1), Diana Prince na jakiś czas porzuca rolę Wonder Woman i zostaje agentką rządową, pracującą w Departamencie ds. Metaludzi. Nową Wonder Woman zostaje Donna Troy. W końcu księżniczka Amazonek odzyskuje na powrót swój pseudonim. Kolejną ważną historią po Who Is Wonder Woman? była jeszcze The Circle (wydana oryginalnie w Wonder Woman vol. 1 #14-17 od stycznia do kwietnia 2008).

### New 52(od 2011)
We wrześniu 2011 roku miał miejsce kolejny restart komiksowego uniwersum DC Comics, znany jako New 52 (a w Polsce jako Nowe DC Comics!). W ramach restartu część postaci DC Comics doczekała się szeregu zmian, mającego zdaniem pomysłodawców lepiej dostosować je do realiów XXI wieku, co tyczyło się m.in. metamorfozy ich kostiumów lub zaprezentowania zrelatywizowanych originów niektórych bohaterów. Wonder Woman znalazła się wśród 14 członków odnowionego składu Justice League, a scenarzystą komiksów o przygodach tej drużyny został Geoff Johns.
Za solową serię Wonder Woman został odpowiedzialny scenarzysta Brian Azzarello. Azzarello stworzył nową genezę postaci. W New 52 Diana jest półbogiem, córką Hippolity i Zeusa, co zostało ujawnione w Wonder Woman vol. 4 #3.

## Moce i umiejętności
Zakres mocy i umiejętności superbohaterki rozwijały się przez lata. Pierwotnie tłumaczono, iż są one standardowymi mocami Amazonek. Od lat 60. zaczęto podkreślać hellenistyczne korzenie postaci. W latach 1969–1973 Wonder Woman była pozbawiona nadludzkich mocy. W nowej post-kryzysowej genezie postaci zaprezentowano nową wizję postaci, której moce i umiejętności zawdzięcza przychylnym Amazonkom bóstwom olimpijskim. Wreszcie w publikacjach wydawanych po kolejnym restarcie uniwersum DC Comics z 2011, wyjaśniono, że mają one związek z faktem, iż Diana jest dzieckiem boga olimpijskiego (Zeusa).
Wonder Woman charakteryzuje się nadludzką siłą (dorównującą niekiedy sile Supermana), wytrzymałością, szybkością i zdolnością lotu aktywnego. W skład jej podstawowego wyposażenia wchodzą najróżniejszy magiczny oręż i akcesoria. Jest niezwykle biegła w sztuce walki wręcz i szermierce, a także potrafi komunikować się ze zwierzętami.

### Lista mocy
- Nadludzka siła – w post-kryzysowym uniwersum DC nadludzka siła była jednym z darów od bogini Demeter. W wyniku błogosławieństwa Demeter, Wonder Woman była silna jak ziemia (której Demeter jest patronką). Najczęściej w komiksach przedstawia się Dianę, która jest równie silna co Superman, co czyni ją jedną z najsilniejszych postaci w uniwersum DC.
- Nadludzka kondycja – Wonder Woman, podobnie jak inne postacie DC Comics posiadające nadludzką siłę zdolna jest do wytężonego wysiłku fizycznego, przekraczającego ludzkie możliwości.
- Nadludzka wytrzymałość – kolejny z darów Demeter. Diana posiada dużą odporność na prawie wszystkie formy uszkodzenia ciała, dolegliwości i ataki magiczne, aczkolwiek nie jest niezniszczalna tak jak np. Superman.
- Nadludzka szybkość i refleks – w post-kryzysowym uniwersum Wonder Woman swoją nadludzką szybkość zawdzięcza boskiemu posłańcowi – Hermesowi. Dzięki nadludzkiemu refleksowi Diana jest zdolna w bardzo szybki sposób zasłonić się w razie niebezpieczeństwa, rękoma wyposażonymi w niezniszczalne bransolety. Mimo iż Diana jest niezwykle szybka nie należy do najszybszych postaci DC.
- Latanie – zdolność bardzo szybkiego lotu aktywnego jest kolejnym darem od Hermesa. W publikacjach ze złotej i srebrnej ery komiksu Wonder Woman nie potrafiła latać, przez co musiała korzystać z niewidzialnego samolotu.
- Zdolności regeneracyjne – w przypadku odniesienia jakichkolwiek ran, organizm Diany zdolny jest bardzo szybko zregenerować.
- Wyostrzone zmysły – w post-kryzysowym uniwersum wyostrzone zmysły wzroku, węchu i słuchu były darem od bogini łowów Artemidy.
- Komunikacja ze zwierzętami – kolejna moc nadana przez Artemidę. Pozwala bohaterce nawiązać więź z dowolnym zwierzęciem, by np. je uspokoić.
- Nadludzki intelekt – w post-kryzysowym uniwersum ogromna inteligencja i mądrość Wonder Woman była darem od Ateny.

### Umiejętności
- Walka wręcz – Wonder Woman jest jedną z najlepszych wojowniczek, jaka się zrodziła spośród Amazonek. Diana jest biegła zarówno w walce na gołe pięści, jak również w szermierce bądź w posługiwaniu się każdą inną bronią sieczną lub miotaną (zwłaszcza w rzucaniu swojej wracającej jak bumerang tiary), a także łucznictwie.
- Pilotaż – Diana jest świetną pilotką. Z łatwością pilotuje swoim niewidzialnym samolotem.
- Uroda – niezwykła uroda Diany była darem od Afrodyty.
- Wielojęzyczność – Diana posługuje się wieloma językami.

### Wyposażenie
Całe wyposażenie jest dziełem Hefajstosa.
- Lasso prawdy – magiczne lasso, które wymusza mówienie prawdy na skrępowanym (nawiązanie do wariografu). Wykute ze złotego pasa Gai, lasso było podarunkiem od bogini Hestiii[4]. Zazwyczaj zerwanie lassa jest niemożliwe, aczkolwiek raz zostało zniszczone, kiedy czarnoksiężnik Rama Khan ujawnił podstawową prawdę o wszechświecie, jednak później zostało naprawione[4]. Wonder Woman używa go do chwytania przeciwników i w przesłuchiwaniu ich. Ares podarował niegdyś replikę lassa Wonder Girl (Cassandrze Sandsmark)[4].
- Bransolety Zwycięstwa[4] – para kuloodpornych bransolet. Zostały wykute z tarczy Ateny – Egidy. Ich użycie ma związek z nadludzką siłą, szybkością i zręcznością Amazonki. Bransolety zdolne są odbić każdą broń miotaną jak strzały, amunicję rewolwerową, pistoletową lub karabinową oraz wszelkiego rodzaju ataki energetyczne.
- Tiara – złota tiara (właściwie diadem) Diany może być używany jako broń miotana. Rzucona wraca jak bumerang. Jej ostre krawędzie mogą służyć do cięcia.
- Złoty pas Gai – amazońskie insygnia, podarowane Hippolicie i Antiope przez bogów olimpijskich. Zostały wykonane z oryginalnego pasa należącego do Gai. Maja moc zwiększania siły i umiejętności. Pas Hippolity został skradziony przez Heraklesa za namową swego przyrodniego brata Aresa. Po rozłamie w plemieniu Amazonek, Antiope oddała swój pas siostrze i udała się z grupą wiernych jej towarzyszek do Egiptu dając początek plemieniu Bana-Mighdall. Później jego członkinie odebrały Hippolicie insygnium. Tysiące lat później, gdy Wonder Woman odnalazła zaginione plemię, odzyskała pas i oddała go swojej matce. Z niego zostało wykonane lasso prawdy.
- Kanga – gatunek olbrzymich kangurów, zamieszkujących Rajską Wyspę i służące Amazonkom jako wierzchowce. Występowały w przed-kryzysowych publikacjach z lat 40.[30]. Współczesna wersja jednego z tych stworzeń o imieniu Jumpa pojawiły się później w przeznaczonej dla dzieci serii książek pod tytułem  DC Super-Pets[30].
- Niewidzialny samolot – niewidzialny samolot stanowi główny środek lokomocji bohaterki. Został skonstruowany przez rasę Lansinarian[4]. Zdolny jest przekształcić się w każdy inny pojazd, w zależności od potrzeby: od okrętu podwodnego, po latający w kosmosie rydwan[4]. Później Wonder Woman odkryła, że jej samolot jest w rzeczywistości techno-organiczną istotą pozaziemską ze świata zwanego Ring[4]. Samolot mógł być zdalnie sterowany za pomocą telepatii[2]. Królowa Hippolita używała na krótko niewidzialnego samolotu po tym, jak została Wonder Woman, a po zniszczeniu Themysciry w trakcie rozpętanej przez kosmicznego potwora o nazwie Imperiex, Wonder Woman użyła jego technologii do rekonstrukcji ich ojczyzny[4]

## Antagoniści
Wonder Woman ma wielu wrogów. Większość z nich zrzeszona jest w organizacji o nazwie Villainy Inc. Do najbardziej znanych należą:
- Ares/Mars – czołowy przeciwnik Wonder Woman, bazujący na greckim Aresie, zaś w okresie złotej ery komiksu na rzymskim Marsie. Syn Zeusa i Hery, bóg wojny siejący nienawiść i prowokujący konflikty zbrojne na całym świecie. Próbował m.in. sprowokować wybuch III wojny światowej pomiędzy USA, a ZSRR, do czego jednak nie doszło dzięki interwencji Wonder Woman. Jako bóg olimpijski, Ares posiada nadprzyrodzone moce, jednak jego potęga zależy od ilości przemocy jaka szarga od stuleci ludzkość. Jego siedzibą był Areopag. Ma potężne potomstwo. Kiedy przejął kontrolę nad drobnym gangsterem Ari Buchananem (zmienił wówczas nazwisko na Ares Buchanan), nieświadomie nawiązał romans z ukrywającą się pod ludzką postacią Circe, z którą miał córkę – Lytę Milton. W historii Rise of the Olympian Wonder Woman zabiła go na oczach swoich sióstr i bogów. Obecnie jest bogiem śmierci.
- Dzieci Aresa (ang. Children of Ares) – potomstwo Aresa, podobnie jak on bazuje na mitologii greckiej:
  - Deimos – bazuje na mitycznym Dejmosie. Syn Aresa i Afrodyty. Uosobienie trwogi. Próbował on wszcząć wojnę między USA, a ZSRR, lecz jego plany zostały pokrzyżowane przez Wonder Woman. W historii Gods of Gotham, Deimos przejął kontrolę nad ciałem wroga Batmana, znanym jako Joker.
  - Phobos – bazuje na mitycznym Fobosie. Syn Aresa i Afrodyty. Uosobienie strachu. W historii Gods of Gotham, Phobos przejął kontrolę nad ciałem wroga Batmana, znanym jako Scarecrow.
  - Eris – bazuje na mitycznej bogini niezgody, Eris, aczkolwiek w uniwersum DC figuruje jako córka Aresa, a nie siostra. Próbowała niegdyś wywołać chaos w ONZ za pomocą jabłka niezgody. Została zabita przez Son of Vulcana. Wskrzeszona przez Phobosa, w czasie Gods of Gotham przejęła kontrolę nad Poison Ivy.
  - Harmonia – bazuje na greckiej bogini Harmonii, patronki harmonii i zgody. Z powodu bycia córką Aresa była szpetna. Mieszkała w domu swojego ojca, Areopagu, nieustannie płacząc. Pragnęła być równie piękna jak matka – Afrodyta. Mimo iż była córką boga wojny, pomagała Wonder Woman i Amazonkom. Została zabita przez swojego brata Phobosa podczas War of the Gods.
  - Eros – bazuje na mitycznym Erosie. Bóg miłości, syn Aresa i Afrodyty. Lojalny wobec ojca. Kiedyś swoją miłosną strzałą ugodził swojego dziadka – Zeusa, który zakochał się w Amazonce Artemis. Wówczas zazdrosna Hera omal nie zniszczyła Themyscirę.
- Circe – bazuje na mitycznej Kirke, znanej z Odysei Homera. Legendarna czarownica i czarodziejka z wyspy Ajaja, specjalizuje się w iluzji i transformacji ludzi w zwierzęta. W komiksach sprzed Kryzysu na Nieskończonych Ziemiach była mniej znaną antagonistką, dopiero po Kryzysie zyskała status nadrzędnego wroga Wonder Woman. W czasie, gdy ukrywała się pod ludzką postacią prawniczki Donny Milton, zaszła w ciążę z Aresem (który miał kontrolę nad ciałem gangstera Aresa Buchanana) i urodziła córkę – Lytę Milton. Rozpętała m.in. wojnę bóstw (War of the Gods), a także przyczyniła się do ataku Amazonek na Stany Zjednoczone.
- Doris Zuel/Giganta – pierwotnie Giganta była gorylem, przemienionym przez profesora Zoola w rudowłosą, gigantyczną kobietę. Po Kryzysie jej geneza została całkowicie zmieniona. Umierająca na nieuleczalną chorobę dr. Doris Zuel postanowiła przeprowadzić transfuzję swojego umysłu do ciała przebywającej w śpiączce Wonder Woman. Kiedy Wonder Girl udaremniła te próbę, Doris umieściła swój umysł w ciele goryla, a następnie w ciele siłaczki cyrkowej o imieniu Olga. Odtąd dysponowała mocą przybierania gigantycznych rozmiarów.
- Cheetah – szereg antagonistów, noszących strój geparda, lub będących hybrydą człowieka i wielkiego kota:
  - Priscilla Rich – oryginalna Cheetah ze złotej ery komiksu. Piękna tancerka i filantropka o rozdwojonej osobowości. Z powodu zazdrości zaczęła nosić strój geparda.
  - Deborah „Debbie” Domaine – Cheetah srebrnej ery. Przed Kryzysem była siostrzenicą Priscilli Rich. Z zawodu Debbie była ekologiem, później zaś stała się fanatyczną ekoterrorystką, szkoloną przez złoczyńcę o pseudonimie Kobra. Jest post-kryzysowa wersja nie stała się Cheetah.
  - Barbara Ann Minerva – współczesna wersja post-kryzysowa. Brytyjska archeolog i łowca skarbów, która zaprzedała swoją duszę afrykańskiemu bogu – Urtzkartaga, w zamian za moc i nieśmiertelność, nie zdając sobie sprawy, że będzie to oznaczać wieczną służbę. W odróżnieniu od poprzednich wersji, Barbara jest hybrydą człowieka i geparda, posiada również nadludzkie zdolności w tym ogromną szybkość. Obecnie jedna z bardziej rozpoznawalnych antagonistów bohaterki.
  - Sebastian Ballesteros – argentyński biznesmen, który zyskał moce geparda po tym, jak Barbara Ann Minerva utraciła swoje moce. Sebastian stał się kochankiem Circe i sfinansował operację przemiany Vanessy Kapatelis w Silver Swan. Stracił moc po walce z Minevrą, przez którą później został zabity.
- Edgar Cizko/Doctor Psycho – wyśmiewany z powodu swojej niskiej postury i dziwacznego wyglądu, Edgar Cizko wyrósł na seksistowskiego i mizoginicznego mężczyznę. Niegdyś był błyskotliwym uczniem, który jednak stał się złoczyńcą, kiedy odkrył, że ma konkurenta o względy dziewczyny, w której się zakochał. Karzeł zyskał moce telepatyczne, oraz moc kontroli umysłu innych osób i tym samym stał się archetypem szalonego naukowca, jednak ten obraz postaci uległ zmianie w post-kryzysowych wydawnictwach.
- Silver Swan – troje przeciwniczek bohaterki, o mocach wydawania potężnego głosu:
  - Helen Alexandros – Pojawiła się przed Kryzysem na Nieskończonych Ziemiach. Była baleriną, która cierpiała z powodu swojego wyglądu. Zawarła umowę z bogiem wojny Marsem, który przemienił ją w piękną, skrzydlatą kobietę o ogromnej sile i mocy łabędziego śpiewu (sonicznego krzyku). W zamian zażądał od niej posłuszeństwa i rozkazał zgładzić Wonder Woman. Po Kryzysie pojawiła się jej nowa wersja.
  - Valerie Beaudry – drugą Silver Swan była Valerie Beaudry, która z powodu, iż jej rodzice zostali poddani promieniowaniu, urodziła się z licznymi wadami i brzydotą. W końcu jej los odmienił przemysłowiec Henry Armbruster, który ją poślubił. W ten sposób nakłonił ją do poddania się zabiegowi, mającemu skorygować jej wygląd, ale też wzmocnić jej siłę głosu. Valerie stała się bronią Armbrustera w walce z Wonder Woman.
  - Vanessa „Nessie” Kapatelis – córka Julii Kapatelis, przyjaciółka Diany. Miała przezwisko „Nessie” na cześć legendarnego potwora z Loch Ness. Została porwana przez Circe, Doctor Psycho i Sebastiana Ballesterosa, a następnie poddana praniu mózgu i przemieniona w morderczego cyborga.
- Maxwell Lord – nikczemny biznesmen o mocy kontroli umysłu. W czasie Kryzysu Nieskończoności (Infinite Crisis) zabił Teda Korda (drugiego Blue Beetle) i przejął kontrolę nad Supermanem i tym samym próbował zabić Wonder Woman i Batmana. Nie widząc innego rozwiązania Diana skręciła mu kark, stając się morderczynią. W czasie Blackest Night, Maxwell powrócił z grobu jako pragnące zemsty zombie.
- Cylvia Anita Cyber/Doctor Cyber – kryminalistka kierująca międzynarodowym syndykatem przestępczym. Przed Kryzysem stała się wrogiem Wonder Woman, gdy ta zrzekła się swoich amazońskich mocy i stała się mistrzynią karate. Podczas ich pierwszego starcia twarz przestępczyni uległa potwornemu poparzeniu. Od tamtej pory pała obsesyjną żądzą przeszczepienia sobie twarzy Diany. W tamtym okresie współpracowała z wrogiem Batmana – Doctorem Moonem. Jej wersja post-kryzysowa nosi nazwisko Cylvii Anity Cyber. Obie wersje noszą cybernetyczną zbroję.
- Devastation – została wprowadzona po Kryzysie. Stworzona przez Cronusa (Kronosa) w ten sam sposób, w jaki powstała Wonder Woman, czyli poprzez tchnienie życia w glinianą figurkę kobiety i pobłogosławienie jej przez zapomniane potomstwo tytana, znane jako Children of Cronus (moce Wonder Woman po Kryzysie wynikały z błogosławieństwa bogów olimpijskich). Stanowi mroczne odbicie bohaterki.
- Genocide – postać wprowadzona do post-kryzysowego uniwersum. Stworzona przez członków Secret Society of Super-Villains, Genocide powstała z próbek gleby, pobranych z różnych miejsc na świecie, gdzie dokonywano ludobójstwa, za pomocą których ożywiono skradzione z przyszłości martwe ciało Wonder Woman.
- Paula von Gunther/Baronowa von Gunther (ang. Baroness von Gunther) – hitlerowska kobieta-szpieg, szalony naukowiec i femme fatale. Władze hitlerowskie zmusiły ją do służby na rzecz Rzeszy więżąc jej córkę, Gertę. Zmieniła stronę, po tym jak Wonder Woman uratowała jej córkę. Pierwszy arcywróg Wonder Woman. Postać pojawiająca się głównie w komiksach ze złotej i srebrnej ery komiksu.
- Doctor Poison – dwoje przeciwniczek księżniczki Amazonek, specjalizujących się w truciznach:
  - Princess Maru/Doctor Poison – japońska księżniczka, będąca na usługach hitlerowców. Nosiła masywny kostium z kapturem i maskę, aby ukryć swoją prawdziwą płeć. Była przywódcą niemieckiej siatki szpiegowskiej, której misją było zatrucie zasobów wody armii USA narkotykiem o nazwie „reverso”, tak aby żołnierze wykonywali zupełnie odwrotne czynności niż te, które im kazano wykonać.
  - Doctor Poison – post-kryzysowa wersja była wnuczką oryginalnej Doctor Poison. Jej nazwisko nie jest znane. Działała we współpracy z Devastation, Villainy, Inc. i Secret Society of Super Villains. W wyniku przeprowadzenia na sobie eksperymentów ze środkami biochemicznymi, wykształciła się u niej zdolność do wydzielania różnych toksyn i chemikaliów.
- Duke of Deception – przed-kryzysowy sługa boga wojny, Marsa. Jego pomocnikami byli Count of Conquest i Earl of Greed. Pomagał Marsowi w szerzeniu waśni wśród ludzi, by ci nieustannie prowadzili ze sobą wojny. Był szczególnie aktywny po przystąpieniu USA do II wojny światowej. Jeden z jego agentów o imieniu Naha, bezskutecznie próbował uprowadzić Wonder Woman. Mars wysłał go ponownie, aby z pomocą Doctora Psycho przyczynić się do umniejszenia roli kobiet w armii. Kiedy ta próba się nie powiodła, Mars uczynił go swoim niewolnikiem, więzionym razem z niewolnicami. Później poprowadził on bunt przeciwko Marsowi.
- LeTonya Charles/Cyborgirl – LeTonya była młodą Afroamerykanką, która wyniszczyła swój organizm zażywając narkotyk o nazwie „Tar”. Uratowana przez ciotkę, Sarah Charles, która wszczepiła jej cybernetyczne protezy, takie same jakie posiada superbohater Cyborg. Jednakże LeTonya zamiast pójść w jego ślady, postanowiła wykorzystywać swoje nowo nabyte zdolności do własnych celów, stając się złoczyńcą i wrogiem Wonder Woman.
- Queen Clea – okrutna władczyni podwodnego miasta Venturia, gdzie mężczyźni byli zmuszani do walk gladiatorów. Chcąc przejąć władzę nad całą Atlantydą, Clea ukradła trójząb Posejdona. Ostatecznie została powstrzymana przez Wonder Woman. Później dołączyła do Villainy, Inc. Jako przedstawicielka rasy atlantydzkiej, dysponowała takimi samymi mocami jak chociażby Aquaman. Jej moce znacznie się powiększyły, kiedy weszła w posiadanie trójzębu Posejdona. Posiada współczesną wersję.
- Shim'Tar – tytuł mistrzyni Amazonek z Bana-Mighdall. Pierwszą z nich była tajemnicza kobieta, która za pomocą noszonej przez siebie zbroi, zasilanej mocą Złotego Pasa Gai próbowała przejąć Bana-Mighdall i zabić Wonder Woman. Wonder Woman powstrzymała ją, odbierając jej pas, po którym Shim'Tar pozornie zginęła w potężnej eksplozji. Drugą Shim'tar stała się kontrolowana za pomocą magii królowa Hippolyta, którą później ocaliła jej córkę (historia War of the Gods). Następnie tego pseudonimu używały dwie Amazonki: Akila oraz Artemis z Bana-Mighdall.
- Steven Trevor/Captain Wonder – złoczyńca, który powstał z połączenia Doctor Psycho i Steve’a Trevora. Był wrogiem Wonder Woman w przed-kryzysowych wydawnictwach. Darzył uczuciem oryginalną Silver Swan – Helen Alexandros.
- Lois Lane/Superwoman – zły odpowiednik Wonder Woman z równoległego wymiaru. Przed Kryzysem na Nieskończonych Ziemiach pochodziła z Ziemi-Trzy i posiadała te same moce co Wonder Woman. Jej wersja z komiksów wydawanych po Kryzysie pochodzi ze świata antymaterii. Członkini Amerykańskiego Syndykatu Zbrodni (Crime Syndicate of America), złego odpowiednika Ligi Sprawiedliwości. Jest Amazonką o nieznanym imieniu, ukrywa się pod nazwiskiem Lois Lane, reporterki gazety Daily Planet. Posiada identyczne moce co jej bohaterska odpowiedniczka, z tą różnica, iż dodatkowo obdarzona jest mocą wzroku rażącego promieniami cieplnymi. Jej bronią jest lasso, które – w przeciwieństwie do tego używanego przez Dianę – nie zmusza ludzi do mówienia prawdy, tylko uwalnia wszelkie ich zahamowania. Romans Superwoman z Owlmanem (złym odpowiednikiem Batmana) jest solą w oku jej męża, Ultramana (złego odpowiednika Supermana).
- Queen of Fables – czarodziejka z innego wymiaru, będąca przeciwnikiem zarówno Wonder Woman jak i całej Justice League.
- Dark Angel – duch starożytnego demona przywołanego przez baronową Paulę von Gunther podczas II wojny światowej. Przez pewien czas demon żył w ciele Niemki. Wielokrotnie walczyła z matką Wonder Woman – królową Hippolytą. Później okazało się, że Dark Angel był w rzeczywistości odpowiednikiem Donny Troy z przed-kryzysowego uniwersum Ziemia-Siedem, uratowaną przez Anti-Monitora, któremu później służyła.
- Hades – bazuje na mitycznym Hadesie, bogu podziemnego świata zmarłych. Syn Kronosa i Rei, brat Zeusa. Wielokrotnie spiskował przeciwko Wonder Woman. We współczesnych komiksach stracił swoje królestwo na rzecz bratanka, Aresa.
- Decay – została stworzona przez Phobosa (boga strachu), ze szczątek martwej gorgony o nazwie Meduza. Posiadając moc niszczycielskiego dotyku, Decay próbowała zniszczyć Lasso Prawdy, ale sama została zniszczona przez moc broni Diany.
- Trinity – kobieta z trzema twarzami: „czasu”, „wojny” i „chaosu”. Każdy posiada własną moc. Niewiele wiadomo o jej przeszłości. Członkini Society of Sin (Brotherhood fo Evil) i Villainy Inc.
- Veronica Cale – naukowiec i współwłaścicielka formy Cale-Anderson Pharmaceuticals, która obrała sobie za cel zniszczenie Wonder Woman. Według niej Amazonka zbyt łatwo zyskała uznanie w „patriarchalnym świecie”, co było dla niej nie do przyjęcia, gdyż ona sama musiała ciężko pracować, aby odnieść sukces. To przekonanie skłoniło ją do podjęcia działań przeciwko superbohaterce, współpracując okazjonalnie z Circe i Doctor Psycho.
- Byrna Brilyant/Blue Snowman – Byrna Brilyant była małomiasteczkową nauczycielką i wynalazczynią, która postanowiła wykorzystywać swoją wiedzę do czynienia zła. Dokonywała przestępstw, nosząc dziwaczny kostium niebieskiego bałwana i używając maszyny do generowania zamrażającego wszystko niebieskiego śniegu. Była członkinią Villainy, Inc. Po Kryzysie była raczej wrogiem Power Girl, aniżeli samej Wonder Woman.
- Tezcatlipoca – bazuje na azteckim bogu zła, Tezcatlipoce. Poślubił niegdyś Circe, którą później zdradził. Tezcatlipoca szerzył niepokoje w fikcyjnym kraju Tropidor, był również odpowiedzialny za zniewolenie zaginionego plemienia Amazonek.
- Chang Tzu/Egg Fu – złoczyńca przypominający gigantyczne jajko, który pojawił się w srebrnej erze komiksu. Jest agentem komunistycznych Chin. We współczesnych komiksach porusza się dzięki mechanicznym odnóżom, przypominającym kończyny pająka.

## Postacie drugoplanowe
Wśród osób z najbliższego otoczenia Wonder Woman znajdują się jej rodaczki z Themysciry, przedstawiciele tzw. „patriarchalnego świata”, których poznała po opuszczeniu wyspy, oraz niektórzy bogowie olimpijscy. W walce ze złem korzysta z pomocy wielu superbohaterów z uniwersum DC, zrzeszonych w drużynę o nazwie Liga Sprawiedliwości (Justice League). Wśród nich są:
- Amazonki – Starożytne plemię wiecznie młodych i wojowniczych kobiet. W uniwersum DC Amazonki zostały stworzone przez bogów z dusz kobiet, zamordowanych przez mężczyzn. Po klęsce z ręki Heraklesa, plemię podzieliło się na dwie grupy: te które uznały dalsze przywództwo Hippolity wyruszyły na Themyscirę, zaś grupa pod przywództwem Antiope założyły Bana-Mighdall. Oprócz Wonder Woman najbardziej znanymi Amazonkami są:
  - Królowa Hippolita (ang. Queen Hippolyta) – bazuje na mitycznej Hippolicie. Królowa Amazonek i siostra Antiope. Po tym jak została w brutalny sposób upokorzona przez Heraklesa, wyruszyła wraz ze swym ludem na rajską wyspę o nazwie Themyscira. Odtąd jej poddane żyły w całkowitej izolacji od „świata mężczyzn”. Ulepiła swoją córkę, Dianę z gliny, która później bogowie obdarzyli życiem. Była członkinią Justice Society of America.
  - Antiope – bazuje na mitologicznej Antiope. Siostra Hippolity, która po rozpadzie plemienia poprowadziła wierne jej Amazonki do Egiptu (Bana-Mighdall).
  - Artemis z Bana-Mighdall (ang. Artemis of Bana-Mighdall) – zuchwała mistrzyni Amazonek, należąca do zaginionego plemienia z Bana-Mighdall w Egipcie. Jest najbardziej znaną towarzyszką Wonder Woman spośród Amazonek.
  - Mala – najbliższa przyjaciółka Wonder Woman spośród Amazonek. W złotej erze komiksu była finalistką w konkursie mającym wyłonić zwyciężczynię która wyruszy do „świata mężczyzn”, lecz przegrała z Dianą. Później została pensjonariuszką na wyspie służącej jako miejsce penitencjarne dla schwytanych złoczyńców. Po Kryzysie została wprowadzona do głównego uniwersum.
  - Nubia/Nu'Bia – ciemnoskóra Amazonka i sojuszniczka Wonder Woman. Początkowo Nubia była przedstawiona jako zaginiona bliźniaczka księżniczki Diany. W post-kryzysowym uniwersum (odtąd nosi imię Nu'Bia), była pierwszą mistrzynią Amazonek i strażniczką wejścia prowadzącego do Styksu i Tartaru, które znajduje się na Themyscirze. Oprócz typowych dla Amazonek mocy, potrafi otwierać międzywymiarowe portale i obracać przeciwników w kamień samym spojrzeniem.
- Wonder Girl – dwoje superbohaterek o takich samych mocach co Diana:
  - Donna Troy – młodsza „siostra” Wonder Woman, która również żyje w „świecie mężczyzn”. Nie posiada jednolitej genezy. Jej pierwszym mężem był Terry Long, z którym miała syna o imieniu Robert (oboje nie żyją). Członkini założycielka Teen Titans, była też członkinią drużyn Challengers from Beyond, Darkstars i Justice League. Wyglądem przypomina Dianę.
  - Cassandra „Cassie” Sandsmark – córka Heleny Sandsmark, dyrektorki muzeum w Gateway City i Zeusa, co czyni ją półbogiem. Członkini założycielka drużyny Young Justice, później też członkini Teen Titans. Miała romans z Superboyem (Connerem Kentem). Jej bronią jest lasso, które jeśli zostanie naładowane jej gniewem, może ciskać piorunami.
- Steve Trevor – w złotej erze komiksu był oficerem wywiadu Armii Stanów Zjednoczonych podczas II wojny światowej, którego samolot rozbił się w izolowanej od reszty świata wyspie Amazonek. Kapitan (a później awansowany na majora) Trevor został kochankiem Wonder Woman (która ukrywała swoją tożsamość jako Diana Prince). Razem z nią pracował na rzecz amerykańskiego wywiadu wojskowego. W srebrnej erze komiksu został zabity przez jednego z wrogów Diany, krótko po tym jak zrzekła się ona swoich mocy, lecz został przywrócony do życia za sprawą Afrodyty i żył jako Steve Howard (potem okazało się, że w jego ciele żył bóg Eros). Później został znów zabity i został zastąpiony przez wersję samego siebie pochodzącą z innego wymiaru, aż w końcu prawdziwy Trevor ostatecznie został przywrócony i połączył się ze swoim zamiennikiem. Steve i Diana otrzymali od królowej Hippolyty błogosławieństwo na ich ślub, na krótko przed wydarzeniami znanymi z Kryzysu na Niesączonych Ziemiach. Po Kryzysie był oficerem Sił Powietrznych USA, który związał się z Dianą po tym, jak jego samolot rozbił się na wyspie Amazonek. Później został mianowany na zastępcę sekretarza obrony, aż w końcu został sekretarzem w Departamencie ds. Metaludzi (fikcyjnego amerykańskiego resortu ds. ludzi obdarzonych supermocami). Trevor ożenił się z Ettą Candy, bliską przyjaciółką Diany.
- Etta Candy – w czasie złotej ery komiksu Etta była otyłą, uwielbiającą słodycze studentką na fikcyjnym Holiday College. Stała na czele klubu studentek o nazwie Beta Lambda. Była bliską przyjaciółką Wonder Woman i odbyła z nią wiele przygód. Później ta postać pojawiała się coraz rzadziej. Dopiero od początku lat 80. XX wieku (brązowa era), Etta znów się pojawiła jako sekretarka generała Darnella w stopniu porucznika sił powietrznych USA oraz jako współlokatorka Diany. Po Kryzysie jej tradycyjny wygląd pulchnej kobiety został porzucony. Była oficerem sił powietrznych, a później agentką Departamentu ds. Metaludzi. Wciąż była najlepszą przyjaciółką Wonder Woman, ale też została żoną Steve’a Trevora. Po kolejnym restarcie uniwersum DC w 2011 została ukazana jako Afroamerykanka.
- Liga Sprawiedliwości (ang. Justice League) – drużyna złożona z największych ziemskich superbohaterów. Liga stawia czoło najróżniejszym zagrożeniom. Wonder Woman jest jedną z najważniejszych osób w drużynie. Oprócz niej najbardziej znanymi członkami są: Superman, Batman, Flash, Martian Manhunter, Green Lantern i Aquaman.
- Bogowie olimpijscy (ang. Gods of Olympus) – bogowie klasycznej mitologii greckiej, którzy są czczeni przez Amazonki. Tylko nieliczni bogowie są przychylni wojowniczym kobietom.
- Warkiller – grecki heros Achilles, wskrzeszony przez Zeusa za pomocą zabitego hawajskiego boga.
- Julia Kapatelis – Julia Deneiros Kapatelis jest archeologiem i profesorem na Harvardzie. Mieszka z córką Vanessą w Bostonie. Tam właśnie pierwszy raz spotkała Dianę. Julia stała się mentorką Amazonki w „świecie mężczyzn”.
- Vanessa „Nessie” Kapatelis – córka Julii Kapatelis i najbliższa przyjaciółka Diany w „świecie mężczyzn”. Została przemieniona przez złoczyńców w trzecią Silver Swan.
- Lyta Milton/Hippolyta Milton-Buchanan – Hippolyta „Lyta” Milton-Buchanan jest córką Circe i Aresa. Została poczęta gdy obie mitologiczne istoty ukrywały się pod ludzkimi postaciami. Jest neutralna.
- I Ching – niewidomy chiński mistrz sztuk walki, który stał się mentorem Diany Prince po tym, jak zrzekła się ona swoich mocy.
- Thomas Tresser/Nemesis – agent rządowy, pracujący w Departamencie ds. Metaludzi. Mistrz przebrania.
- Trevor Barnes – przez pewien czas kochanek Diany, pracownik ONZ. Nie żyje.
- Edward „Ed” Indelicato – inspektor policji bostońskiej.
- Mike Schorr – funkcjonariusz policji fikcyjnego miasta Gateway City.
- Helena Sandsmark – szefowa muzeum w Gateway City i matka Cassie Sandsmark, nowej Wonder Girl (ojcem był Zeus).
- Sofia Constantinas – postać z przed-kryzysowego uniwersum. Była grecka terrorystka, która została mieszkanką wyspy Amazonek.
- Generał Phillip Darnell (ang. General Phillip Darnell) – w złotej erze komiksu pułkownik (później generał), który nadzorował pracę Steve’a Trevora w wywiadzie wojskowym i zatrudnił Dianę Prince jako swoją sekretarkę. Pojawił się również w srebrnej erze komiksu.

## Wersje alternatywne
Wonder Woman pojawiła się w niektórych komiksach z serii Elseworlds oraz innych niekanonicznych historiach, która przedstawiają znanych bohaterów uniwersum DC w zupełnie innych realiach i czasach, m.in.:
- W Przyjdź Królestwo (Kingdom Come) autorstwa Marka Waida i Alexa Rossa, pokazano historię, w której Wonder Woman została pozbawiona tytułu księżniczki Amazonek i wygnana z Rajskiej Wyspy, gdyż w oczach jej rodaczek zawiodła jako ambasadorka w „świecie mężczyzn”. Odtąd Diana stała się szorstka i bardzo agresywna. Na początku historii odwiedza Supermana w jego arktycznej samotni, który lata temu zaprzestał swojej działalności. Próbuje nakłonić go do powrotu i reaktywowania nieistniejącej już Ligi Sprawiedliwości. Świat nie przypomina już tego z czasów świetności Ligi, ponieważ teraz rządzi nim nowe pokolenie nieobliczanych metaludzi. Czarę goryczy przechyla lekkomyślność Magoga, który nieumyślnie doprowadza do katastrofy nuklearnej na obszarze Kansas. Wówczas Superman przystaje na prośbę Diany. Diana zostaje zastępcą Kryptonianina w odrodzonej Lidze Sprawiedliwości. Za pierwszy cel drużyna obiera sobie przywrócenie pokoju na świecie. Z czasem jednak między Supermanem a Wonder Woman zaczynają się rodzić antagonizmy, a ich podłożem jest rozbieżność zdań dotyczących ukrócenia samowoli nowych nadludzi. W Kansas zostaje wybudowane więzienie zwane Gułagiem, w którym Liga osadza nieposłusznych metaludzi w celu resocjalizacji. Krótko po założeniu placówki, wybuchają tam zamieszki. Diana przywdziewa złotą zbroję i uzbrojona w miecz wykuty przez Hefajstosa, wyrusza stłumić rozruchy. Supermanowi nie podoba się, że Amazonka skłonna jest użyć przemocy wobec buntowników. Dochodzi do bitwy, w której Diana dowodzi wiernymi jej oddziałami superbohaterów. Wówczas sekretarz generalny ONZ wydaje rozkaz użycia broni atomowej przeciwko obu walczącym stronom. Na polu bitwy zjawia się Batman ze swoimi sprzymierzeńcami. Sprowokowana przez niego Wonder Woman, zaczyna z nim walczyć, aż oboje dostrzegają nadlatującą eskadrę Blackhawk, mającą za zadanie zrzucenia na Gułag bomby atomowej. Batman i Wonder Woman wspólnie próbują nie dopuścić do hekatomby, jednak jednemu z pilotów udaje się zrzucić bombę. Mimo poświęcenia się Captain Marvela bomba i tak wybucha, zabijając ogromną ilość superbohaterów. Tylko garstce udało się przeżyć. Po tych wydarzeniach superbohaterowie starają się naprawić wyrządzone zło. Dianie zostaje przywrócony tytuł. Rok później Clark i Diana spotykają się z Bruce’em w restauracji. Z sceny tej czytelnik dowiaduje się, że Clark i Diana spodziewają się dziecka.
- W Wonder Woman: Amazonia autorstwa Williama Messner-Loebsa przedstawiono alternatywną wersję Diany, która urodziła się w XIX wieku. W tym komiksie Kuba Rozpruwacz przejął kontrolę nad Imperium brytyjskim. Diana została uprowadzona z Rajskiej Wyspy przez kapitana Stevena Trevora i podległych mu Royal Marines. Została później zmuszona do poślubienia Trevora. Z czasem stała się gwiazdą teatrów w Londynie, znaną z ról biblijnych kobiet. W końcu stała się wielką bohaterką, stającą w obronie uciskanych brytyjskich kobiet i walczącą z rządami uzurpatora.
- W Superman: Czerwony syn (scenariusz Mark Millar), akcja rozgrywa się w alternatywnym świecie, w którym Superman stał się bohaterem stalinowskiego Związku Radzieckiego. W tej historii Diana jest z początku sojusznikiem Supermana, który został następcą Stalina. Pomaga mu w zapobieganiu katastrofom na terenie ZSRR. Kiedy reżim Supermana rośnie w siłę, a on sam staje się postacią na wzór orwellowskiego „Wielkiego Brata”, opór stawia mu jedynie anarchizujący mściciel – Batman. Uprowadza on Dianę i używa jej jako przynęty. Superman wpada w pułapkę, lecz zostaje uratowany przez Amazonkę, która aby się uwolnić była zmuszona zerwać lasso, którym została związana przez Batmana. W wyniku tego poświęcenia, straciła większość swoich amazońskich mocy, czego nie mogła wybaczyć Supermanowi. Później zawiera ona sojusz z USA, mający na celu obalenie komunistycznego dyktatora. Jej wojska wraz z Amerykanami uzbrojonymi w repliki pierścieni Zielonej Latarni stawiły czoło Supermanowi, lecz szybko zostały przez niego rozbite.
- W kontynuacji Batman: Powrót Mrocznego Rycerza pod tytułem Batman: Mroczny Rycerz kontratakuje (The Dark Knight Strikes Again) Franka Millera, Wonder Woman wraz z Supermanem i Captain Marvelem są agentami rządowymi, wykonującymi wszelkie polecenia Lexa Luthora i Brainiaca, gdyż złoczyńcy wzięli za zakładników ich przyjaciół i przetrzymują ich w zabutelkowanym mieście Kandor. Wonder Woman odnajduje zdruzgotanego Supermana, który został surowo ukarany przez Batmana i jego towarzyszy, za wykonywanie zleconej przez Luthora i Brainiaca misji. W czasie tej rozmowy wychodzi na jaw, że mają córkę o imieniu Lara. Kiedy kierowany przez Brainiaca stwór atakuje Metropolis, Wonder Woman i Kapitan Marvel ruszają Supermanowi na pomoc. W czasie walki z potworem Diana zostaje ciężko ranna. W końcu zjawia się córka jej i Clarka – Lara, która niszczy potwora. Później Diana jest świadkiem tragicznej śmierci Kapitana Marvela.
- W Batman i Robin: Cudowny Chłopiec (All Star Batman & Robin, The Boy Wonder), będącym prequelem Batman: Powrót Mrocznego Rycerza oraz Batman: Mroczny Rycerz kontratakuje, Diana jest przedstawiona jako impulsywna członkini Ligi Sprawiedliwości, która próbuje nakłonić pozostałych jej członków do podjęcia drastycznych kroków wobec Batmana. Pokazany zostaje również motyw jej romansu z Supermanem, który został pierwszy raz pokazany w Batman: Powrót Mrocznego Rycerza.

## Komiksy o Wonder Woman wydane po polsku

### KolekcjaNowe DC Comics!(wydawnictwo Egmont Polska)
- Wonder Woman 1: Krew (Blood, 2012, wydanie polskie 2014) – scenariusz: Brian Azzarello, rysunki: Tony Akins, Cliff Chiang
- Wonder Woman 2: Trzewia (Guts, 2013, wydanie polskie 2015) – scenariusz: Brian Azzarello, rysunki: Tony Akins, Cliff Chiang
- Wonder Woman 3: Żelazo (Iron, 2013, wydanie polskie 2015) – scenariusz: Brian Azzarello, rysunki: Tony Akins, Cliff Chiang
- Wonder Woman 4: Wojna (War, 2014, wydanie polskie 2015) – scenariusz: Brian Azzarello, rysunki: Tony Akins, Cliff Chiang
- Wonder Woman 5: Ciało (Flesh, 2015, wydanie polskie 2016) – scenariusz: Brian Azzarello, rysunki: Cliff Chiang, Goran Sudžuka, Matt Wilson
- Wonder Woman 6: Kości (Bones, 2015, wydanie polskie 2016) – scenariusz: Brian Azzarello, rysunki: Cliff Chiang, Goran Sudžuka, Matt Wilson

### Wielka Kolekcja Komiksów DC Comics(wydawnictwo Eaglemoss)
- Wonder Woman: Krąg (The Circle, 2008, wydanie polskie 2016) – scenariusz: Gail Simone, rysunki: Ron Randall
- Wonder Woman: Utracony raj (Paradise Lost, 2002, wydanie polskie 2017) – scenariusz: J.M. Dematteis, rysunki: Phil Jimenez

### SeriaWonder Woman(wydawnictwo Egmont Polska)
- Tom 1 (Wonder Woman By Greg Rucka: Volume 1, 2016, wydanie polskie 2017) – scenariusz: Greg Rucka, rysunki: Ray Snyder, James Raiz, Jeffrey G. Jones, Sean Phillips, Drew Johnson, Shane Davis

## W innych mediach

### Seriale i filmy aktorskie

#### Who’s Afraid of Diana Prince?
W 1967 roku powstał pilot serialu Who’s Afraid of Diana Prince?, z Ellie Wood Walker w roli Diany Prince, Lindą Harrison w roli Wonder Woman i Maudie Prickett w roli matki Diany. Jego twórcami byli producent William Dozier i scenarzysta Stanley Ralph Ross, znani z prac przy serialu Batman (Batman) z lat 60. XX wieku. Utrzymany w konwencji komedii pilot opowiadał o perypetiach 27-letniej Diany, która prowadzi normalne życie, mieszkając ze zrzędliwą matką. Zostało w nim pominiętych wiele charakterystycznych dla komiksów motywów m.in. motyw Rajskiej Wyspy.

#### Wonder Woman(film 1974)
W 1974 roku powstał pierwszy (stworzony dla telewizji) aktorski film o przygodach postaci z Cathy Lee Crosby w roli tytułowej. Jego reżyserem był Vincent McEveety, zaś za scenariusz odpowiadał John D.F. Black. Opowiadał on o przygodach blondwłosej Amazonki, która nie posiadała żadnych mocy i bardziej przypominała postać Emmy Peel z serialu Rewolwer i melonik (The Avengers), aniżeli klasyczną Wonder Woman.

#### Wonder Woman(serial z lat 70.)
W serialu telewizyjnym Wonder Woman, emitowanym w latach 1976–1979, w tytułową rolę wcieliła się aktorka Lynda Carter. Wpierw powstał film telewizyjny pod tytułem The New, Original Wonder Woman z 1975 roku. Film zaowocował powstaniem serialu, który doczekał się trzech sezonów (film pilotażowy i pierwszy sezon na stacji ABC w latach 1976–1977 i dwa kolejne, emitowane już na stacji CBS w latach 1977–1979). Akcja pierwszego sezonu rozgrywała się w czasach II wojny światowej i skupiała się na starciach wojowniczki z nazistami. Serial okazał się wielkim sukcesem, głównie dzięki umowności fabuły oraz kreacji Carter. Wahania wytwórni telewizyjnej, co do dalszej przyszłości serialu oraz oddaniu stacji CBS, która zmieniła konwencję (z lat 40. na współczesną), pogorszyły jego jakość i atrakcyjność odcinków. Skutkiem czego po zakończeniu emisji trzeciego sezonu serial został zdjęty z anteny.

#### Tajemnice Smallville
W serialu telewizyjnym Tajemnice Smallville (Smallville) ani razu nie została ukazana postać Wonder Woman. Jednakże wielokrotnie pojawiały się aluzje odnośnie do tej bohaterki w postaci easter eggów m.in. wspomnienie Themysciry w trzecim sezonie, oraz wspomnienie samej bohaterki przez Chloe Sullivan w sezonie dziesiątym. W sezonie szóstym gościnnie pojawiła się Lynda Carter, odtwórczyni roli Wonder Woman z serialu z lat 1976–1979, jako matka Chloe. Wonder Woman pojawiła się dopiero w komiksowej kontynuacji serialu pod tytułem Smallville: Season 11.

#### Próby realizacji kolejnych seriali
W październiku 2010 Warner Bros. wynajęło Davida E. Kelleya (twórcy Ally McBeal), aby ten napisał scenariusz do rebootu serialu z lat 70. XX wieku o przygodach superbohaterki. Początkowo żadna stacja nie chciała podjąć się emisji tego projektu i dopiero w styczniu 2011 roku serial został zakupiony przez stację NBC. Odtwórczynią tytułowej roli została Adrianne Palicki, natomiast Elizabeth Hurley miała wcielić się w przeciwniczkę głównej bohaterki – Veronicę Cale. Bardzo słabe przyjęcie pilotowego odcinka ze strony testerów przyczyniło się do anulowania tego projektu.
W 2012 stacja The CW ogłosiła plany stworzenia własnego serialu telewizyjnego o przygodach Wonder Woman, roboczo zatytułowanego Amazon. Za scenariusz miał być odpowiedzialny Allan Heinberg, a fabuła serialu miała opowiadać o genezie postaci, gdzie Wonder Woman miała zostać przedstawiona jako młoda i obiecująca superbohaterka. W maju 2013 szef telewizji The CW – Mark Pedowitz, zapewniał, że prace nad tym projektem są wciąż prowadzone, a według pogłosek pilot miał być wyemitowany na wiosnę 2014 roku. Kandydatką do roli Wonder Woman była szkocka aktorka Amy Manson. W lipcu 2013, wraz z ogłoszeniem powstania serialu o przygodach Flasha (będący spin-offem serialu Arrow), pojawiła się wiadomość, że projekt Amazon jest na razie zawieszony. Powodem było niezadowolenie stacji z otrzymanego scenariusza i postanowiono, że prace nad bohaterką i jej historią trzeba rozpocząć od nowa. W styczniu 2014 roku szefostwo stacji The CW ostatecznie podjęło decyzję o rezygnacji z prac nad serialem Amazon.

#### Próby realizacji filmów aktorskich
Na początku 2001 ogłoszono powstanie filmu Wonder Woman, którego producentem miał zostać Joel Silver. Za scenariusz miał być odpowiedzialny Toss Alcott, zaś jedną z wczesnych kandydatek do tytułowej roli była wymieniana Sandra Bullock. We wrześniu 2003 ogłoszono, że scenariusz ma przygotować Laeta Kalogridis (autorka scenariusza do Lara Croft: Tomb Raider). Pod koniec 2004 roku pojawiły się informacja o próbie przeniesienia przygód tej postaci na duży ekran przez reżysera Jossa Whedona (twórca serialu Firefly). W 2005 roku swoje zainteresowanie występem w filmie wyraziła aktorka Katie Holmes. Przeciągające się prace na tym projektem, a także niemożność osiągnięcia porozumienia z producentami skłoniły reżysera do rezygnacji z realizacji filmu.
W 2007 oficjalnie ogłoszono powstanie kinowej adaptacji Justice League. Pod koniec tego samego pojawiły się informacje o kandydaturze aktorek Teresy Palmer i Megan Gale do roli Wonder Woman w ekranizacji Justice League w reżyserii George’a Millera. Ostatecznie wybrano Megan Gale, jednak realizacja filmu planowanego na 2009, w którym miała wystąpić napotkała trudności: wpierw związane ze strajkiem scenarzystów, a później brakiem porozumienia w sprawie ulg podatkowych związanych z przeniesieniem produkcji do Australii, co przyczyniło się do rezygnacji z tego projektu w 2008.
Po odejściu Whedona nastał kolejny impas w produkcji solowego filmu, mimo to Warner Bros. dalej szukało reżysera. W maju 2010 szef Warner Bros. Barry Meyer ogłosił, że film o przygodach Wonder Woman wciąż jest w planach studia, jak także ekranizacje przygód Flasha i Aquamana. W 2011 roku chęć nakręcenia filmu wyraził duński reżyser Nicolas Winding Refn, który w roli bohaterki widział aktorkę Christinę Hendricks. Rok później Warner Bros ogłosiło wznowienie prac nad filmową Justice League, ale także Wonder Woman, której scenarzystą został tym razem Michael Goldenberg (współautor scenariusza do filmu Green Lantern).
Występ postaci Wonder Woman był brany ponownie pod uwagę w planowanej na 2015 ekranizacji przygód Justice League, do której scenariusz miał napisać Will Beall (autor scenariusza do Gangster Squad. Pogromcy mafii). Postać miała wywodzić się z solowego filmu kinowego szykowanego przez Michaela Goldenberga, którego akcja miała dziać się przed wydarzeniami z Justice League. W lutym 2013 ogłoszono jednak, że i tym razem filmowa Justice League nie dojdzie do skutku.
Jeszcze we wrześniu 2013 reżyser i scenarzysta Max Landis ujawnił, iż zamierza przedstawić studiu Warner Bros. swój pomysł na film o Wonder Woman. Reżyser nie chciał ujawnić szczegółów, ale dodał, że jego wersja nie będzie bazowała na obecnej wersji bohaterki prezentowanej w ramach The New 52 (czyli restartu Uniwersum DC Comics).

#### DC Extended Universe

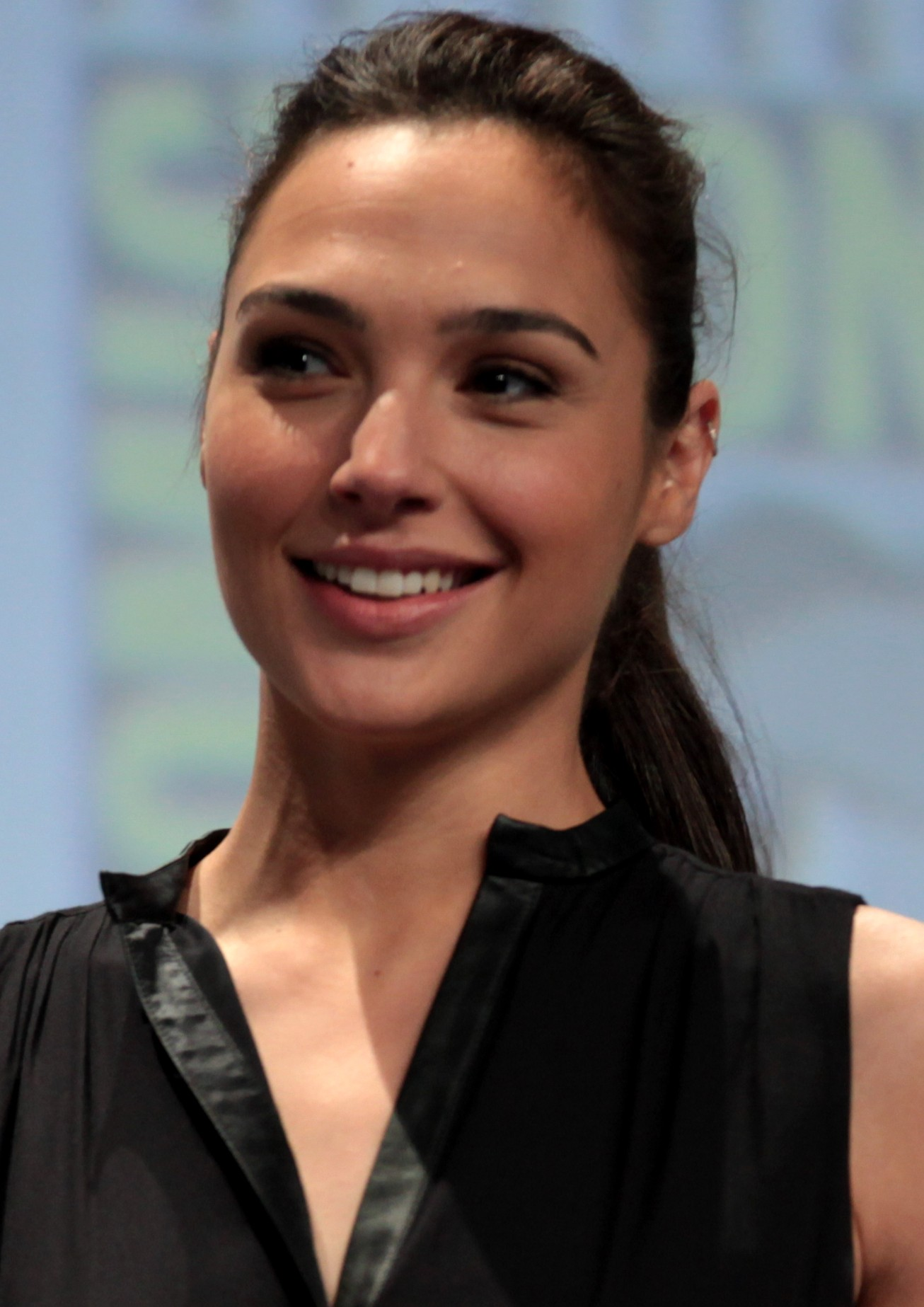
Gal Gadot – odtwórczyni roli Wonder Woman na konwencie Comic-Con w San Diego w 2014 roku.

Na początku grudnia 2013 oficjalnie ogłoszono obsadzenie w roli Wonder Woman, znanej z serii Szybcy i wściekli (The Fast and the Furious), izraelskiej aktorki Gal Gadot. Pojawiła się ona się w filmie Batman v Superman: Świt sprawiedliwości (Batman v Superman: Dawn of Justice), będącym kontynuacją Człowieka ze Stali (Man of Steel), którego premiera odbyła się w kwietniu 2016 roku (pierwotnie premiera miała odbyć się w 2015). Gadot wystąpiła u boku m.in. Henry’ego Cavilla, który powróci do roli Supermana, Bena Afflecka, który wcielił się w postać Batmana, Jesse’ego Eisenberga, który zagrał złoczyńcę – Lexa Luthora, oraz Jeremy’ego Ironsa, który wcielił się w postać Alfreda Pennywortha.
Tuż po premierze Człowieka ze Stali, scenarzysta David S. Goyer zdradził w jednym z wywiadów, że w sequelu Człowieka ze stali pojawi się zarówno nowy Batman (nie powiązany z wcześniejszą trylogią w reżyserii Christophera Nolana), jak również Wonder Woman. We wrześniu 2013 pojawiły się kolejne przesłanka o możliwym występie tej postaci, a związane one były z ogłoszeniem castingu na główną rolę kobiecą, w którym poszukiwano kandydatki w przedziale wiekowym 25-33 lat. Wybór Gal Gadot na Wonder Woman spotkał się z krytyczną reakcją części fanów, którzy byli niezadowoleni z postury aktorki (ich zdaniem Gadot nie pasuje do tej roli, gdyż jest zbyt szczupła i ma za mały biust). W jednym z talk-show nadawanym w izraelskiej telewizji, aktorka zdradziła, że podpisała udział na zagranie Wonder Woman w trzech filmach. Za udział w kontynuacji Człowieka ze stali Warner Bros. zapłaciło jej 300 tysięcy dolarów. Gadot dodała, że na plan filmu wejdzie w maju. Aktorka ma powrócić do tej roli w planowanym na 2017 roku filmie Justice League, który podobnie jak sequel przygód Supermana wyreżyseruje Zack Snyder. Na odbywającym się pod koniec lipca 2014 roku w San Diego konwencie Comic-Con zaprezentowano pierwsze oficjalne zdjęcie Gal Gadot w stroju Wonder Woman, które wywołało kontrowersje wśród części fanów, gdyż na fotografii strój pozbawiony był klasycznych kolorów, a także ich zdaniem za bardzo przypominał kostium głównej bohaterki serialu Xena: Wojownicza księżniczka (Xena: Warrior Princess). W październiku tego samego roku producent Charles Roven, zdradził iż geneza filmowej Wonder Woman będzie wzorowana na odnowionym komiksowym cyklu The New 52, a więc będzie ona półboginią, zrodzoną ze związku Hippolity i Zeusa.
Solowy film z Wonder Woman miał premierę 23 lipca 2017 roku. Pierwotnie stanowisko reżysera zajmowała Michelle MacLaren, jednak zrezygnowała z projektu. Nowym reżyserem filmu została Patty Jenkins. Za scenariusz odpowiadają Allan Heinberg i Geoff Johns.

### Seriale i filmy animowane

#### Wczesne animacje
- Wonder Woman pojawiła się gościnnie w odcinku It's All Greek to Me serialu animowanego The Brady Kids. Głosu użyczyła jej Jane Webb.
- W serialu animowanym Super Friends (z lat 1973–1986) Wonder Woman była jedną z podstawowych postaci drużyny superbohaterów DC. Pierwotnie głosu użyczyła jej Shannon Farnon, później Connie Caulfield w Super Friends: The Legendary Super Powers Show i B.J. Ward w The Super Powers Team: Galactic Guardians.
- W serialu animowanym Superman (Ruby Spears Superman) z 1988 roku pojawiła się w odcinku Superman and Wonder Woman versus the Sorceress of Time. Głosu użyczyła jej Mary McDonald-Lewis.

#### DC Animated Universe
W serialach Liga Sprawiedliwych (Justice League) z lat 2001–2004 i Liga Sprawiedliwych bez granic (Justice League Unlimited) z lat 2004–2006 głosu Wonder Woman użyczyła Susan Eisenberg, natomiast w polskiej wersji językowej Agnieszka Fajlhauer.

#### Batman: The Brave and The Bold
- W serialu animowanym Batman: Odważni i bezwzględni (Batman: The Brave and The Bold) z lat 2008–2011 głosu Wonder Woman użyczyła Vicki Lewis.

#### Young Justice
- W serialu animowanym Liga Młodych (Young Justice) z lat 2010–2013 głosu użyczyła jej aktorka Maggie Q, natomiast w polskiej wersji językowej Elżbieta Jędrzejewska.

#### DC Universe Animated Original Movies
- W filmie animowanym Liga Sprawiedliwych: Nowa granica (Justice League: The New Frontier), z 2008 roku, będącym adaptacją limitowanej serii komiksów DC: The New Frontier głosu Wonder Woman użyczyła aktorka Lucy Lawless.
- W filmie animowanym Wonder Woman, będącym luźną adaptacją historii Wonder Woman: Gods and Mortals, gdzie przedstawiono genezę bohaterki. Głosu tytułowej bohaterce użyczyła aktorka Keri Russell.
- W filmie animowanym Liga Sprawiedliwych: Kryzys na dwóch Ziemiach (Justice League: Crisis on Two Earths) z 2010, będącym adaptacją komiksu JLA: Ziemia 2 (JLA: Earth 2) głosu Wonder Woman użyczyła Vanessa Marshall, natomiast jej złemu odpowiednikowi – Superwoman (aczkolwiek w wersji filmowej Superwoman posługuje się nazwiskiem Mary Batson) użyczyła Gina Torres. Pojawia się również inny odpowiednik Wonder Woman – Olympia.
- W filmie animowanym Superman/Batman: Apokalipsa (Superman/Batman: Apocalypse), będącym adaptacją historii The Supergirl from Krypton, głosu Wonder Woman użyczyła raz jeszcze aktorka Susan Eisenberg.
- W filmie animowanym Liga Sprawiedliwych: Zagłada (Justice League: Doom) z 2012, na podstawie historii JLA: Tower of Babel, głosu Wonder Woman użyczyła raz jeszcze aktorka Susan Eisenberg.
- W filmie animowanym Justice League: The Flashpoint Paradox z 2013, będącym adaptacją historii Flashpoint, głosu Wonder Woman użyczyła aktorka Vanessa Marshall.
- W filmie animowanym Justice League: War z 2014 na podstawie historii Justice League: Origin, głosu Wonder Woman użyczyła aktorka Michelle Monaghan.

#### Lego Batman – film pełnometrażowy. Moc superbohaterów D.C.
W filmie animowanym Lego Batman - film pełnometrażowy. Moc superbohaterów D.C. (Lego Batman: The Movie – DC Superheroes Unite) głosu bohaterce w oryginalnej wersji językowej użyczyła aktorka Laura Bailey, zaś w polskiej wersji językowej Agnieszka Fajlhauer.

#### JLA Adventures: Trapped In Time
W filmie animowanym JLA Adventures: Trapped In Time z 2014, Wonder Woman pojawia się jako jedna z wielu członków Justice League. Głosu postaci użyczyła aktorka Grey DeLisle.

#### Liga Sprawiedliwych: Bogowie i potwory
Film Liga Sprawiedliwych: Bogowie i potwory rozgrywa się w świecie alternatywnym do poprzednich filmów z superbohaterami DC Comics i skrajnie się od nich różni.  Wonder Women nie jest Amazonką, lecz kosmitką. Prywatnie nazywa się Bekka. Uciekła z planety Nowa Genezis, ponieważ zbuntowała się przeciwko nieczystym metodom wojennym Wielkiego Ojca.

### Gry komputerowe
- W Justice League Task Force z 1995 roku na platformy: SNES i Sega Mega Drive.
- W Justice League Heroes z 2006 roku na platformy: Xbox, PlayStation 2, PlayStation Portable i Nintendo DS.
- W Mortal Kombat vs. DC Universe z 2008 roku na platformy: PlayStation 3 i Xbox 360.
- W DC Universe Online z 2011 roku na platformy: PlayStation 3 i Microsoft Windows.
- W Lego Batman 2: DC Super Heroes z 2012 na platformy: PlayStation 3, PlayStation Vita, Wii, Xbox 360, Nintendo DS i Microsoft Windows
- W Justice League: Earth’s Final Defense z 2012 na platformy: Android i iOS.
- W Injustice: Gods Among Us z 2013 roku na platformy: PlayStation 3, Xbox 360 i Wii U.
- W Lego Batman 3: Beyond Gotham z 2014 roku na platformy: PlayStation 4, PlayStation Vita, Xbox One, Xbox 360, Android, Nintendo 3DS, Wii U, iOS, Microsoft Windows i Mac OS.